# ایوب صبری
ایوب صبری بن عبدالله مصری (۱۸۴۴–۱۹۱۲) متکلم مصری بود. الجوهر الفرید فی رد التثلیث و تأیید التوحید اثر برجستهٔ اوست.